# Mirko Pavić
Mirko Pavić je bački hrvatski književnik. 
Svojim djelima je ušao u antologiju proze bunjevačkih Hrvata iz 1971., sastavljača Geze Kikića, u izdanju Matice hrvatske.

## Vanjske poveznice
- (mađ.) Eötvös József Főiskola, Baja  Arhivirana inačica izvorne stranice od 1. travnja 2010. (Wayback Machine) Nemzetiségi referens felsőfokú szakképzési program - A horvát kisebbség irodalma I.II.III.